# Myoleja reclusa
Myoleja reclusa är en tvåvingeart som först beskrevs av Hardy 1987.  Myoleja reclusa ingår i släktet Myoleja och familjen borrflugor. Inga underarter finns listade i Catalogue of Life.